# Johann von Csaplovics
Johann von Csaplovics, Edler von Jeszenova (ungarisch János Csaplovics; * 22. September 1780 in Felső-Prébely, Königreich Ungarn; † 29. Mai 1847 in Wien) war ein ungarischer Jurist, Topograph, Ethnograph und Schriftsteller.

## Leben und Wirken

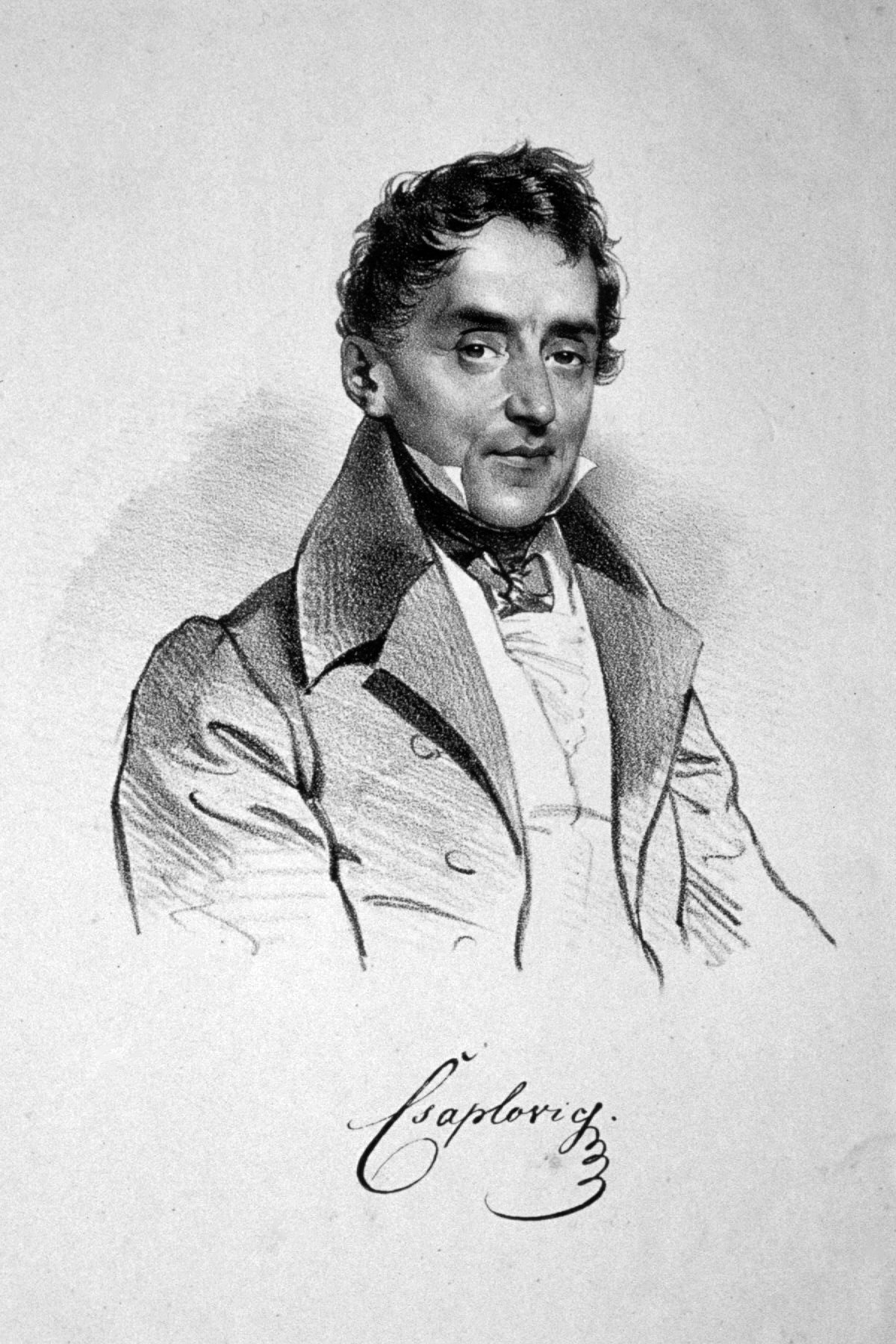
Johann von Csaplovics, Lithographie von Josef Kriehuber

Wappen der Csaplovics, aus dem Genealogie-Werk: Magyarország Családai (Ungarische Familien), Iván Nagy, Pest, 1858.

Johann von Csaplovics entstammte einem alten, im Komitat Arwa seit dem Jahre 1320 ansässigen, Adelsgeschlecht und wurde in Felső-Prébely in der Groß-Honter Gespanschaft (heute Príbelce in der Slowakei) geboren.
Nachdem Csaplovics ein Studium der Rechtswissenschaften absolviert hatte, führte er bei einem Neusohler Advokaten ein Rechtspraktikum durch. Ab Dezember 1799 begann er seine juristische Laufbahn als Kanzleibeamter und wirkte bereits ab 1804 als Vize-Notar. Im Jahre 1805 erhielt er das Advokaten-Diplom und amtierte ab 1808 als Komitatsgerichts-Assessor der Sohler Gespanschaft.
Im Sommer 1808 übersiedelte Csaplovics nach Wien. Nach einer einjährigen Tätigkeit an der ungarischen Hofkanzlei reiste er im September 1809 in den slawonischen Marktflecken Pakracz (heute Pakrac in Kroatien), wo er dann bis zum Mai 1812 lebte und als bischöflicher Kommissär Verwaltungs- und Rechtsaufgaben erledigte.
Im April 1813 trat Csaplovics als Sekretär in die Dienste der Grafen von Schönborn und wurde zunächst als Verwalter der gräflichen Grundherrschaften tätig. Bereits im Jahre 1815 wurde er zum gräflichen Rat ernannt und ab 1819 leitete er als Direktor den gesamten Güterkomplex der Grafen in Ungarn. Später wechselte Csaplovics wieder in den Staatsdienst zurück und wirkte als Gerichts-Assessor an den Gerichtstafeln der Gespanschaften: Zólyom, Beregh, Marmaros und Ugocsa.
Die geringe Zeit, die ihm neben seiner beruflichen Tätigkeit blieb, verwendete Csaplovics für seine literarischen Arbeiten auf den Gebieten des Rechtswesens, der Topographie, Geographie und Ethnologie. Seinen Lebensabend verbrachte er in Wien, wo er auch 66-jährig verstarb.

## Werke (Auswahl)
- Nucleus plani tabularis sive synopticus decisionum curialium extractus. Pressburg, 1811. (Neue Auflage ebenda 1817).
- Problemata juridical. Pressburg, 1814.
- Guter Rath an Alle, die von rheumatischen Leiden befreit zu werden wünschen. Wien, 1815.
- Das Bartfelder Bad. Wien, 1817.
- Slavonien und zum Theil Croatien. Ein Beitrag zur Völker- und Länderkunde. Theils aus eigener Ansicht und Erfahrung (1809-1812), theils auch aus späteren zuverlässigen Mittheilungen der Insassen. Zwei Bände, Hartleben’s Verlag, Pesth, 1819.
- Schematismus ecclesiarum et scholarum Evangelicarum Aug. Conf. in Regno Hungariae. Pro anno 1820. Wien, 1820.
- Topographisch-statistisches Archiv des Königreichs Ungarn, (Herausgeber und Redakteur), Zwei Bände, Anton Doll Verlag, Wien, 1821.
- Schematismus ecclesiarum et scholarum Evangelicarum Aug. Conf. in Districtu Cis-Danubiano. Adjectis ethno- et topograficis notitiis. Pro anno 1822. Pesth, 1822.
- Croaten und Wenden in Ungarn. Ethnographisch geschildert, Ludwig Weber, Pressburg 1829.
- Gemälde von Ungern. Mit einer ethnographischen Karte. Zwei Bände, Verlag von C. A. Hartleben, Pesth, 1829.